# Kinesisk spyttekobra
Kinesisk spyttekobra (Naja siamensis) er en giftig slange, der hører til slægten Naja, der er en del af familien giftsnoge. 
Den kinesiske spyttekobra er en grå, brun eller sort kobra med hvide tegninger, andelen af hvidt i farvetegningen varierer fra nogle få hvide pletter til en næsten ensfarvet hvid farvetegning, bortset fra en bred sort rygstribe. De fleste kinesiske spyttekobraer har hvide tegninger på nakkehuden. Denne art spytter gift i øjnene på modstanderen.